# Archaeoistiodactylus
Archaeoistiodactylus (лат.) — род однооконных птерозавров спорного систематического положения, живших в юрском периоде на территории современного Китая.

## Наименование и открытие
Род был назван и описан в 2010 году китайскими учёными Люй Цзюньчаном и Fucha Xiaohui. Типовым и единственным видом является Archaeoistiodactylus linglongtaensis. Родовое наименование происходит от древнегреческого archaeo — «древний» и названия рода Istiodactylus, имея в виду то, что Archaeoistiodactylus может являться предком Istiodactylus. Видовой эпитет указывает на место обнаружения находки, Linglongta.
Голотип JPM04-0008 был найден в слоях формации Tiaojishan, датируемых серединой юрского периода (батская — келловейская эпохи, около 165 миллионов лет назад). Он состоит из частичного скелета с фрагментами черепа и нижней челюсти и включает также останки крыльев, обе задние лапы, тазовые кости и рёбра. Хвост, ступни и шейные позвонки не сохранились, что затрудняет определение.

## Описание
Archaeoistiodactylus был относительно небольшим птерозавром с размахом крыльев около 80 сантиметров. Исследователи определили несколько характерных черт этого животного. Зубы в передней части верхней челюсти острые и наклонены назад. Зубы в нижней челюсти имеют круглые лунки. Пястные кости относительно короткие. Вторая и третья фаланга пальцев крыла и кость голени примерно равны по размеру.
В передней трети нижней челюсти сохранились несколько заострённых зубов; задние зубы утеряны, остались только лунки, расположенные довольно далеко друг от друга. В фрагменте верхней челюсти присутствует один зуб, загнутый назад и сплющенный. Ни один из известных ныне  родов птерозавров не имеет подобных зубов. Задние лапы довольно крупные, с бедренными костями длиной 44 мм и длиной берцовых костей в 62 мм. Плечевая кость крыла имеет длину 47 мм, локтевая кость — 70 мм, четвёртый палец крыла — 28 мм. Челюсти заострённые, с удлинённым симфизом.

## Классификация
Исследователи определили положение Archaeoistiodactylus как базальное по отношению к Istiodactylus в первую очередь из-за формы верхнего зуба. Это один из древнейших известных представителей группы, во всяком случае, самый ранний из подотряда птеродактилей, к которому он, скорее всего, принадлежит, исходя из формы симфиза. Плезиоморфные признаки, характерные для большей части представителей группы, Archaeoistiodactylus не утерял, в данном случае это короткие пястные кости, круглые зубы в нижней челюсти и заострённый кончик челюсти. Поздние Istiodactylidae имели округлый рострум, уплощённые зубы и длинные пястные кости.
Авторы описания отнесли Archaeoistiodactylus к кладе Breviquartossa, посчитав его тесно связанным с семейством Istiodactylidae, чем с любой другой группой птерозавров. Тем не менее, они посчитали его более примитивным, чем меловые Istiodactylidae, и рассматривали его как предка, а не как представителя семейства. Мартилл и Этчес (2013) полагают, что образец голотипа может оказаться на самом деле плохо сохранившимся Darwinopterus. Описывая Kunpengopterus antipollicatus, Чжоу и соавторы (2021) указали Archaeoistiodactylus как недиагностического укуноптерида.